# Nicky Hunt
Nicholas Brett Hunt (Westhoughton, Inglaterra, 3 de septiembre de 1983) es un exfutbolista inglés. Jugaba de defensa y actualmente es segundo entrenador del  Rylands  de Inglaterra.

## Selección nacional
Fue internacional con la selección de fútbol sub-21 de Inglaterra.

## Clubes
| Club                              | País       | Año       |
| --------------------------------- | ---------- | --------- |
| Bolton Wanderers F. C.            | Inglaterra | 2001-2010 |
| Birmingham City F. C. (cedido)    | Inglaterra | 2008      |
| Derby County F. C. (cedido)       | Inglaterra | 2010      |
| Bristol City F. C.                | Inglaterra | 2010-2012 |
| Preston North End F. C.           | Inglaterra | 2012      |
| Rotherham United F. C.            | Inglaterra | 2012-2013 |
| Accrington Stanley F. C. (cedido) | Inglaterra | 2013      |
| Accrington Stanley F. C.          | Inglaterra | 2013-2015 |
| Mansfield Town F. C.              | Inglaterra | 2015-2016 |
| Leyton Orient F. C.               | Inglaterra | 2016-2017 |
| Notts County F. C.                | Inglaterra | 2017-2018 |
| Crewe Alexandra F. C.             | Inglaterra | 2018-2020 |
| Darlington F. C.                  | Inglaterra | 2020-2021 |
| Ashton United                     | Inglaterra | 2021-2023 |